# San Giustino
San Giustino es una localidad y comune italiana de la provincia de Perugia, región de Umbría, con 10.982 habitantes.

## Evolución demográfica
| Gráfica de evolución demográfica de San Giustino entre 1861 y 2001 |
|                                                                    |
| Fuente ISTAT - elaboración gráfica de Wikipedia                    |